# Christian Immo Schneider
Christian Immo Schneider (* 27. Januar 1935 in Dresden) ist ein deutscher Germanist, Komponist und Hochschullehrer, der in den USA lebt.

## Leben
Schneider ist der Sohn des Dresdner Bibliothekars Helmut Richard Schneider (1896–1945) aus dessen Ehe mit Irmgard geb. Goldfriedrich (gest. Februar 1935). Er wuchs in Dresden auf und war Schüler an der dortigen Kreuzschule. 
Nach dem Tod beider Eltern kam er nach Lahr/Schwarzwald, wo er zwei verschiedene Gymnasien besuchte.
1964 übersiedelte er in die USA, wo er zunächst Assistent an der privaten Antioch University in Yellow Springs wurde. 1968 wurde an der University of California in Santa Barbara (Kalifornien) mit einer Arbeit über Hermann Hesse promoviert. 1978 folgte der Master of Arts in Music, den er an der Central Washington University erwarb. Dort ist er seitdem Professor for Research and Creativity. 
Schneider lebt in Ellensburg im US-Bundesstaat Washington.

## Familie
Christian Immo Schneider ist seit 1964 mit Sylvia A. Lambert verheiratet. Beide haben einen Sohn, Brent Lorin Schneider.

## Werke (Auswahl)
- Das Todesproblem bei Hermann Hesse, Marburg: Elwert 1973 (Diss.) (Digitalisat)
- 12 Vignetten für Orgel zu alten deutschen Weihnachtsliedern, München: Friedemann Strube 1988
- Hermann Hesse, München: C. H. Beck 1991
- Wiederholte Erdenleben. Hermann Hesses Auffassung des Reinkarnationsgedankens in den Lebensläufen Josef Knechts im Glasperlenspiel, in: Der Dichter sucht Verständnis und Erkanntwerden, hrsg. von Eva Zimmermann, Bern/Wien 2002, S. 73ff.
- Hermann Hesse and music, in: A companion to the works of Hermann Hesse, Rochester, NY: Camden House, 2009, S. 373–394
- Aus Talhofzeiten. Erzählungen, Artfulpersuasion Press 2015; ISBN 978-0-984779512 (Google Books)
- Gedenkbuch für R. Helmut Schneider, Artfulpersuasion Press 2020; ISBN 978-0-984779567 (Google Books)